# Smerinthus cerisyi
Smerinthus cerisyi is een vlinder uit de familie van de pijlstaarten (Sphingidae). De wetenschappelijke naam van de soort werd in 1837 gepubliceerd door William Forsell Kirby.

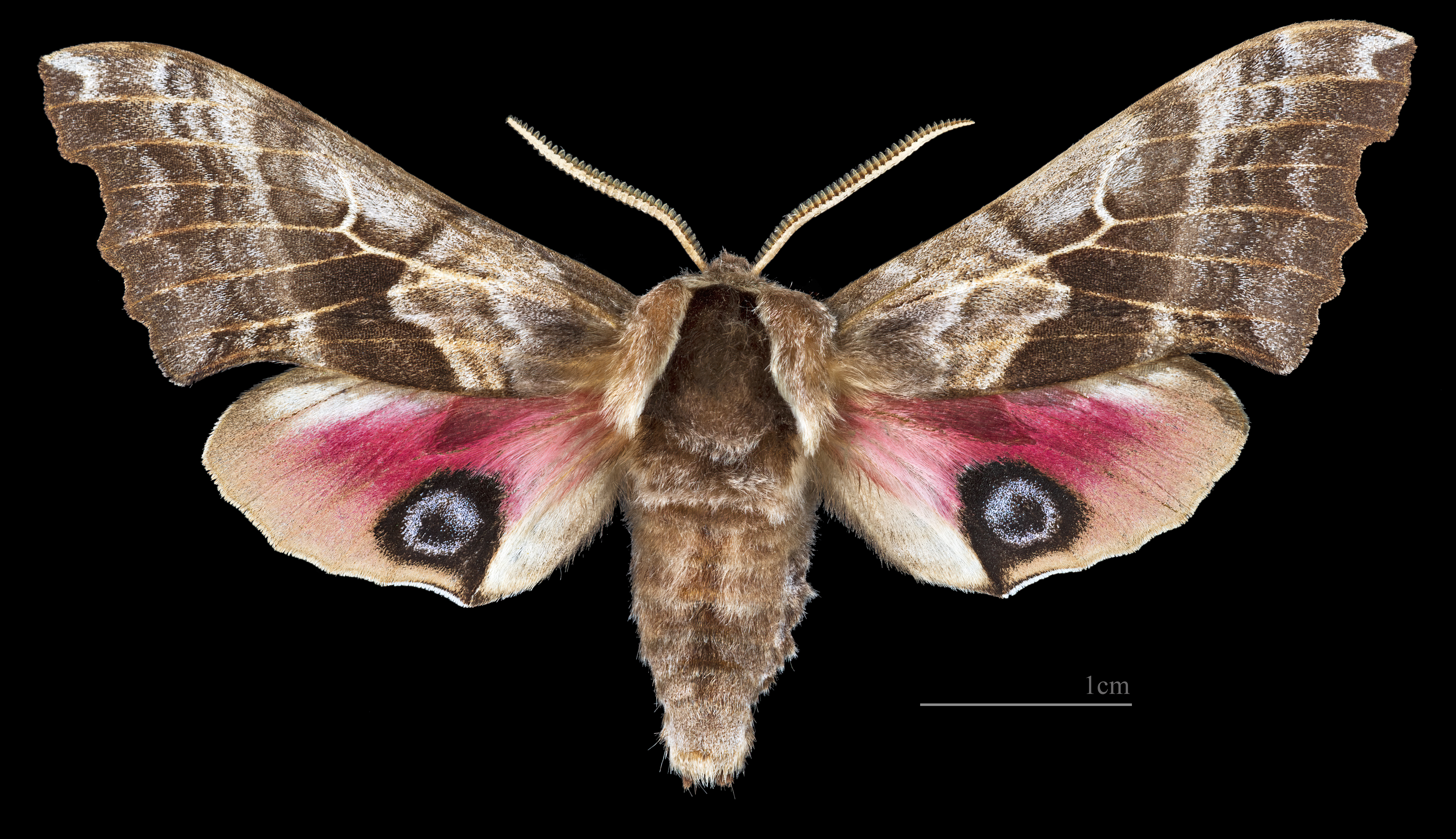
Smerinthus cerisyi ♂
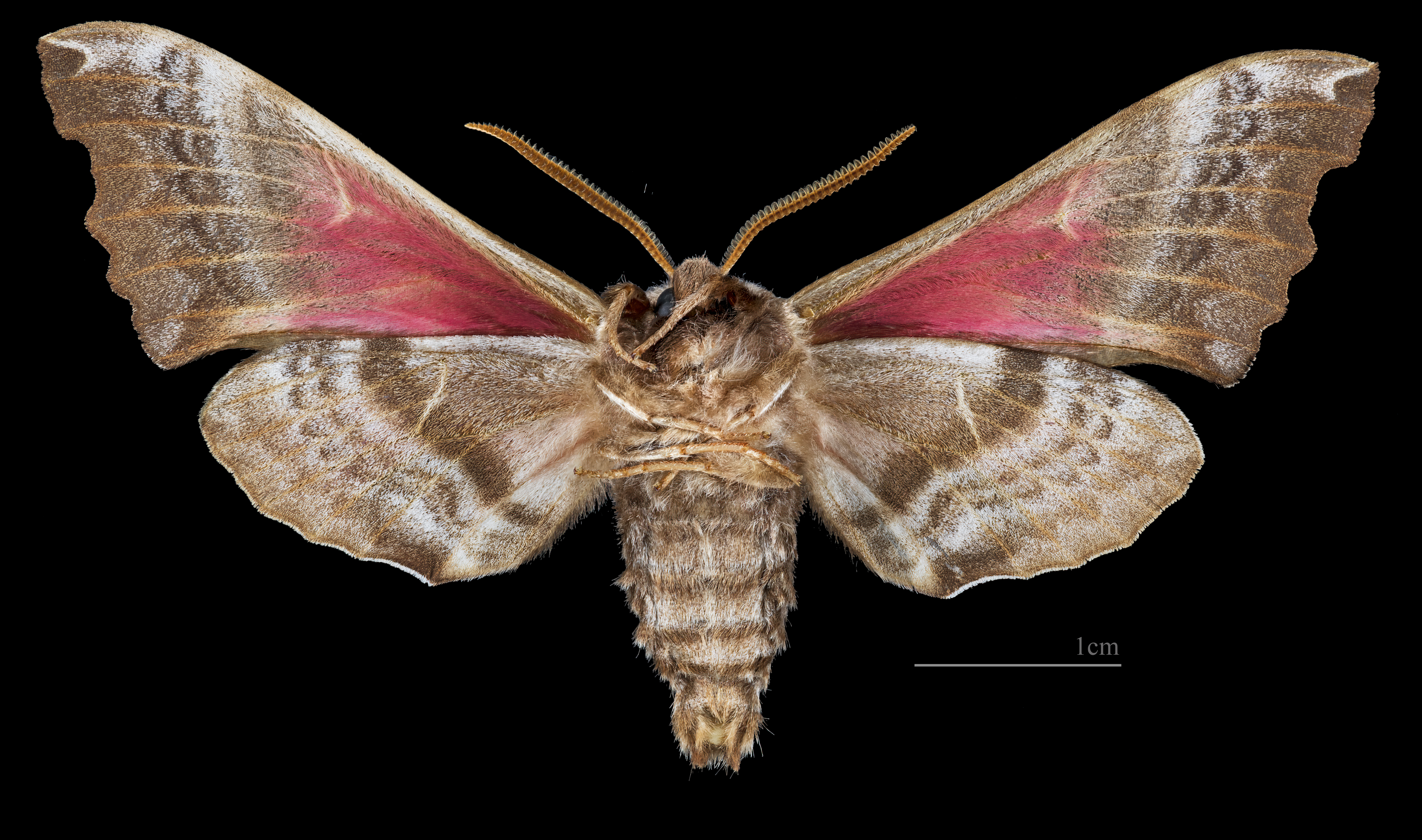
Smerinthus cerisyi ♂  △